# Anheuser-Busch InBev
La Anheuser-Busch InBev è una azienda multinazionale attiva nella produzione di bevande alcoliche e analcoliche.

## Storia
La compagnia è leader mondiale nel settore e si è originata il 18 novembre 2008 dalla fusione tra il colosso belga InBev e quello americano Anheuser-Busch.

## Sussidiarie
- Anheuser-Busch
- InBev
- AmBev
- Grupo Modelo
- Interbrew
- SABMiller

Tramite le proprie società controllate la compagnia è proprietaria di oltre 200 marche di birra, suddivise tra loro in Globali, Internazionali e Locali. Tra gli altri il gruppo produce i marchi Stella Artois, Beck's, Quilmes, Corona e Budweiser.

## Marchi
Il portfolio della AB InBev's include marchi noti di birra e alcuni marchi di bevande analcoliche. La compagnia classifica i suoi brand nelle categorie "marchi globali" (Global Brands), "marchi internazionali" (International Brands) e "marchi locali" (Local Champions). Di seguito, una lista dei marchi più popolari al 2016. La fusione con la SABMiller ha aumentato a circa 400 i brand presenti nel portfolio dell'azienda al 2017
I marchi globali includono:
- Budweiser
- Corona
- Stella Artois

I marchi internazionali includono:
- 4 Pines
- Beck's
- Hoegaarden
- Leffe

I marchi locali includono:
- 10 Barrel[3]
- Alexander Keith's
- Atlas
- BagBier
- Balboa
- Báltica Dry
- Bass
- Becker
- Best Damn Brewing Company
- Birra del Borgo
- Blue Point Brewing Company
- Bogotá Beer Company
- Boxing Cat Brewery
- Breckenridge Brewery
- Brahma
- Busch
- Cafri
- Camden Town Brewery[4]
- Cass
- Dommelsch
- Elysian Brewing Company
- Devils Backbone Brewing Company[5]
- Diebels
- Diekirch
- Dutch Gold
- Four Peaks[6]
- Franziskaner
- Golden Road
- Goose Island
- Guaraná Antarctica
- Harbin Brewery
- Hasseröder
- Hertog Jan
- Hi-Ball Energy Drinks
- Jupiler
- Karbach[7]
- Кlinskoye
- Kokanee
- Labatt
- Löwenbräu
- Michelob
- Modelo
- Mousel
- Natural
- OB Golden Lager
- O'Doul's
- Oranjeboom
- Premier
- Presidente
- Quilmes
- Rifyey
- Rolling Rock
- Shock Top
- Sibirskaya Korona
- Skol
- Spaten
- Tolstyak
- Tripel Karmeliet
- Tropical
- Volzhanin
- Wicked Weed Brewing

## Identità visuale

2008-2016
2016-2022
2022-Attuale